# مسیه ۳۰

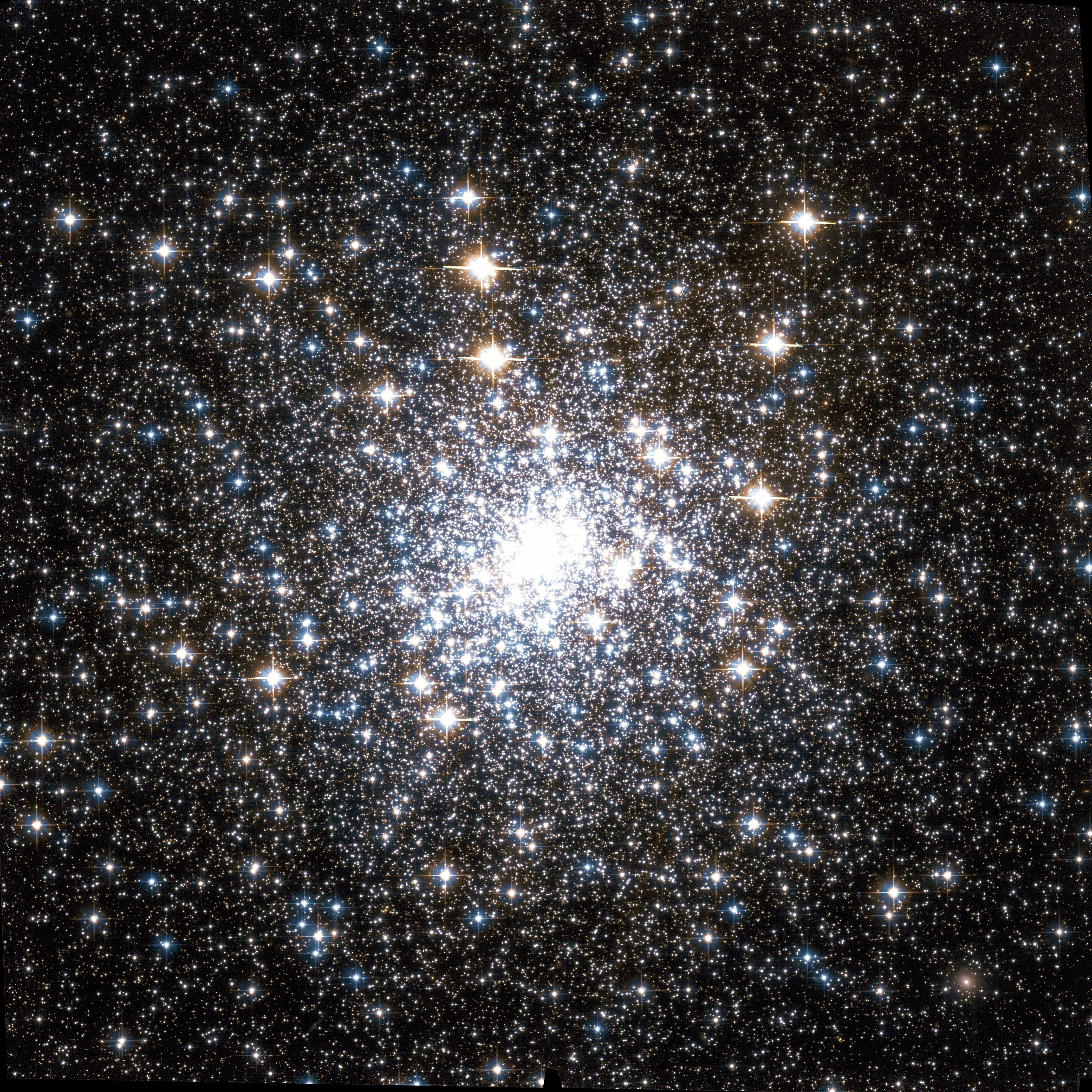
نمایی از خوشه ستاره‌ای کروی «مسیه ۳۰» در صورت فلکی بزغاله

مسیه ۳۰(به انگلیسی: Messier 30) یا ان‌جی‌سی ۷۰۹۹ یک خوشه ستاره‌ای کروی در صورت فلکی بزغاله است که فاصله آن از زمین بیست و پنج هزار سال نوری و قدر ظاهری آن ۸.۵ است.